# James Mulva
James J. Mulva (født 19. juni 1946 i Oshkosh, Wisconsin) er en erhvervsmand fra USA. Han er ndirektør i ConocoPhillips.
Mulva er uddannet i bedriftsøkonomi fra University of Texas at Austin. Indtil 1973 gjorde han tjeneste i USAs marine. Siden 1990 har han haft forskellige lederstillinger i Phillips Petroleum Company og senere i ConocoPhillips.
Mulva blev 19. juni 2009 udnævnt til kommandør af Den Kongelige Norske Fortjenstorden for hans virke for norsk industriel udvikling i petroleums- og gassektoren.